# Zlatý roh

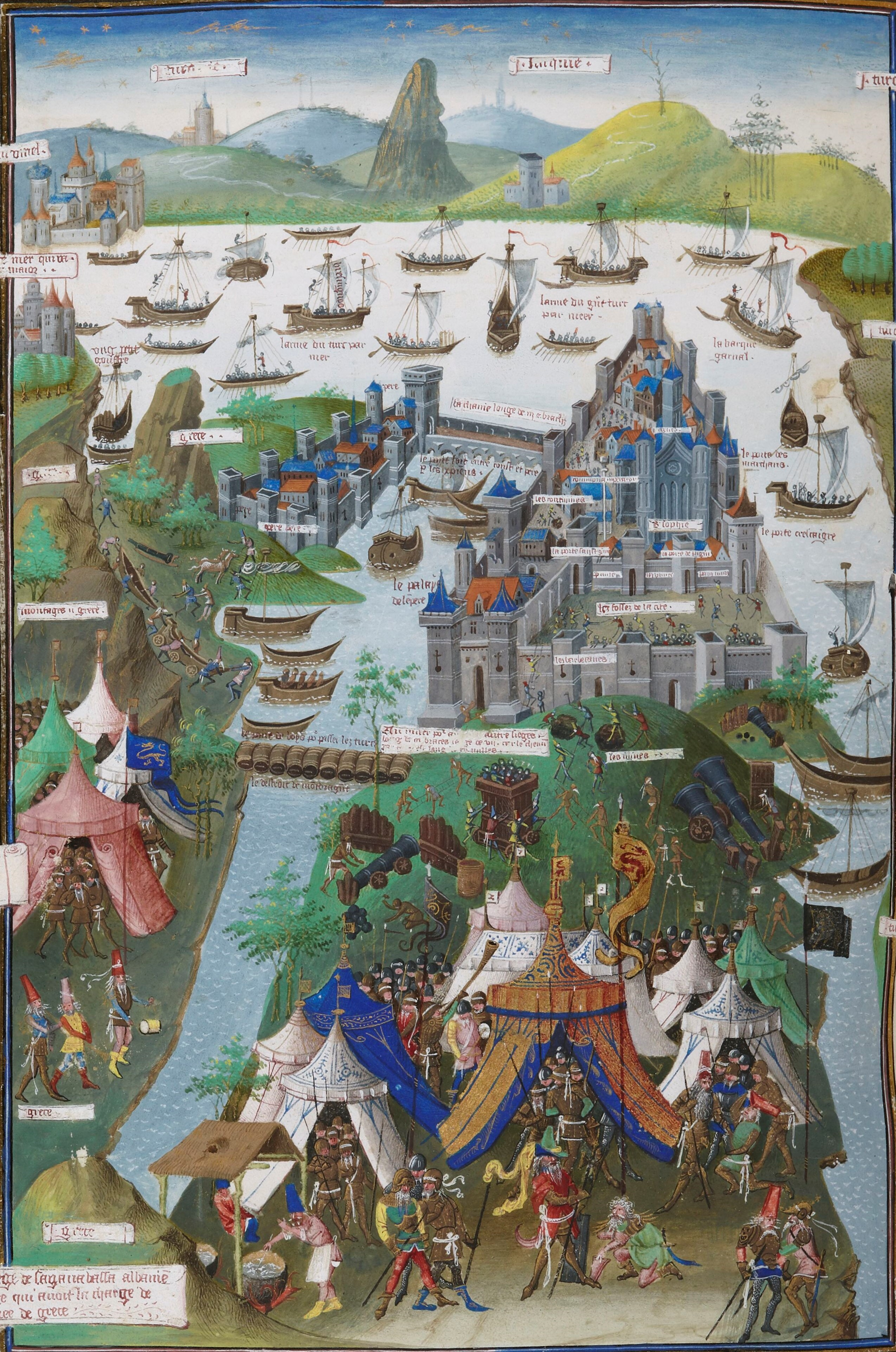
Konstantinopol a Zlatý roh v roce 1453

Zlatý roh (turecky Haliç / Altın Boynuz, řecky Κεράτιος Κόλπος, Keratios Kolpos) je zaplavené říční údolí, které se na jihozápadě setkává s Bosporem a tvoří tak přírodní přístav, který po tisíce let nabízel ochranu řeckým, římským, byzantským, osmanským a jiným lodím. Ústí Zlatého rohu má zakřivený tvar (přirovnávaný v různých literárních zdrojích k šavli nebo rohu) a vlévá se do Bosporu přesně tam, kde se samotný Bospor vlévá do Marmarského moře. Svou unikátní pozicí tak odděluje historické jádro Istanbulu (dříve Konstantinopol, slovansky Cařihrad) od zbytku města. Zlatý roh se během své existence stal svědkem bouřlivých a dramatických historických událostí, které se staly podkladem četných uměleckých děl.

## Etymologie
Zlatý roh je v turečtině znám pod dvěma názvy.
- Halıç (foneticky Halič) je odvozeno od arabského slova Khaleej a znamená záliv
- Altın Boynuz (foneticky Altin Bojnuz) znamená v překladu Zlatý roh

V řečtině má Zlatý roh rovněž několik názvů: Κεράτιος Κόλπος, Keratios Kolpos, což znamená „záliv ve tvaru rohu“.
Podle řecké legendy byl Zlatý roh takto pojmenován obyvateli starořeckého města Megary podle hrdinky Keroessy (řecky Κερόεσσα, česky „rohatá“).
V jiné legendě se praví, že během osmanských nájezdů naházeli Byzantinci do zdejších vod tolik pokladů, až se zdejší vody začaly třpytit zlatem – možná odtud pochází i název zátoky. Jiní zase tvrdí, že pojmenování pochází ze skutečnosti, že ve zdejší klidné hladině se nejprve odrážely zlaté kopule byzantských kostelů a později minarety a kopule mešit.

## Poloha
Zlatý roh je zaplavené říční ústí dlouhé 7,5 km a široké 750 metrů (v nejširším bodě). Maximální hloubka je kolem 35 metrů. Popisován je často jako jeden z nejhezčích přírodních limanů (přístavů) na světě.
Přes ústí Zlatého rohu jsou postaveny 4 mosty:
- Haličský most – otevřen roku 1974. Délka: 995 metrů, šířka: 32 metrů. Spojuje městské čtvrtě Ayvansaray a Halıcıoğlu.
- Galatský most – otevřen roku 1994. Délka: 490 metrů, šířka: 80 metrů. Spojuje městské čtvrtě Karaköy a Eminönü.
- Atatürkův most (též znám jako Unkapanı) – otevřen roku 1940. Délka: 477 metrů, šířka: 25 metrů. Spojuje městské čtvrtě Fatih a Beyoğlu.
- Haličský metro most (tur. Haliç metro köprüsü) – otevřen roku 2014. Délka: 986 metrů, šířka: 12.8 metru.

## Historie

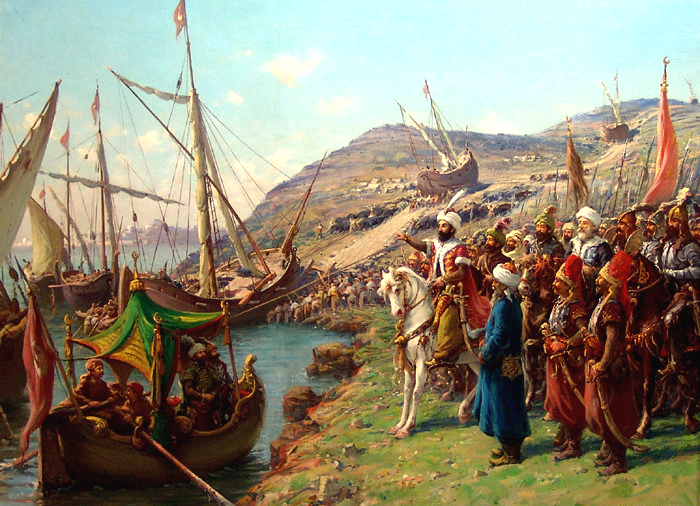
Přeprava lodí přes pevninu osmanskými Turky

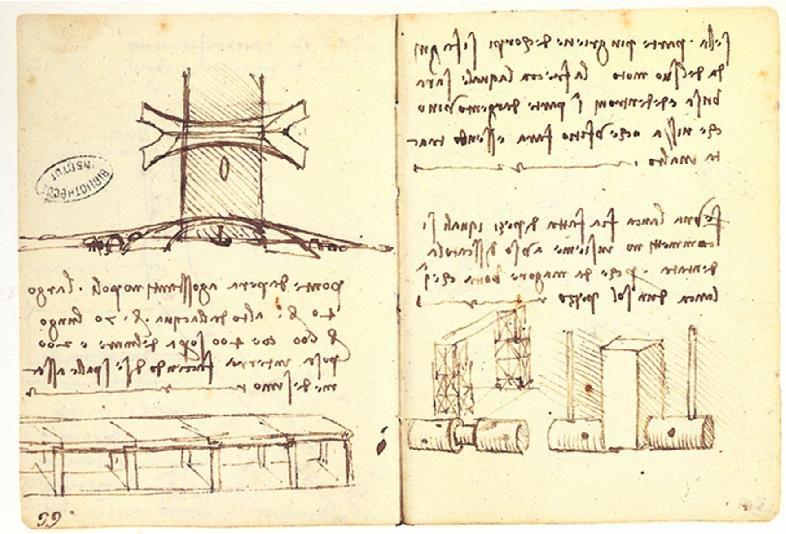
Most přes Zlatý roh navržený Leonardem da Vincim v roce 1502

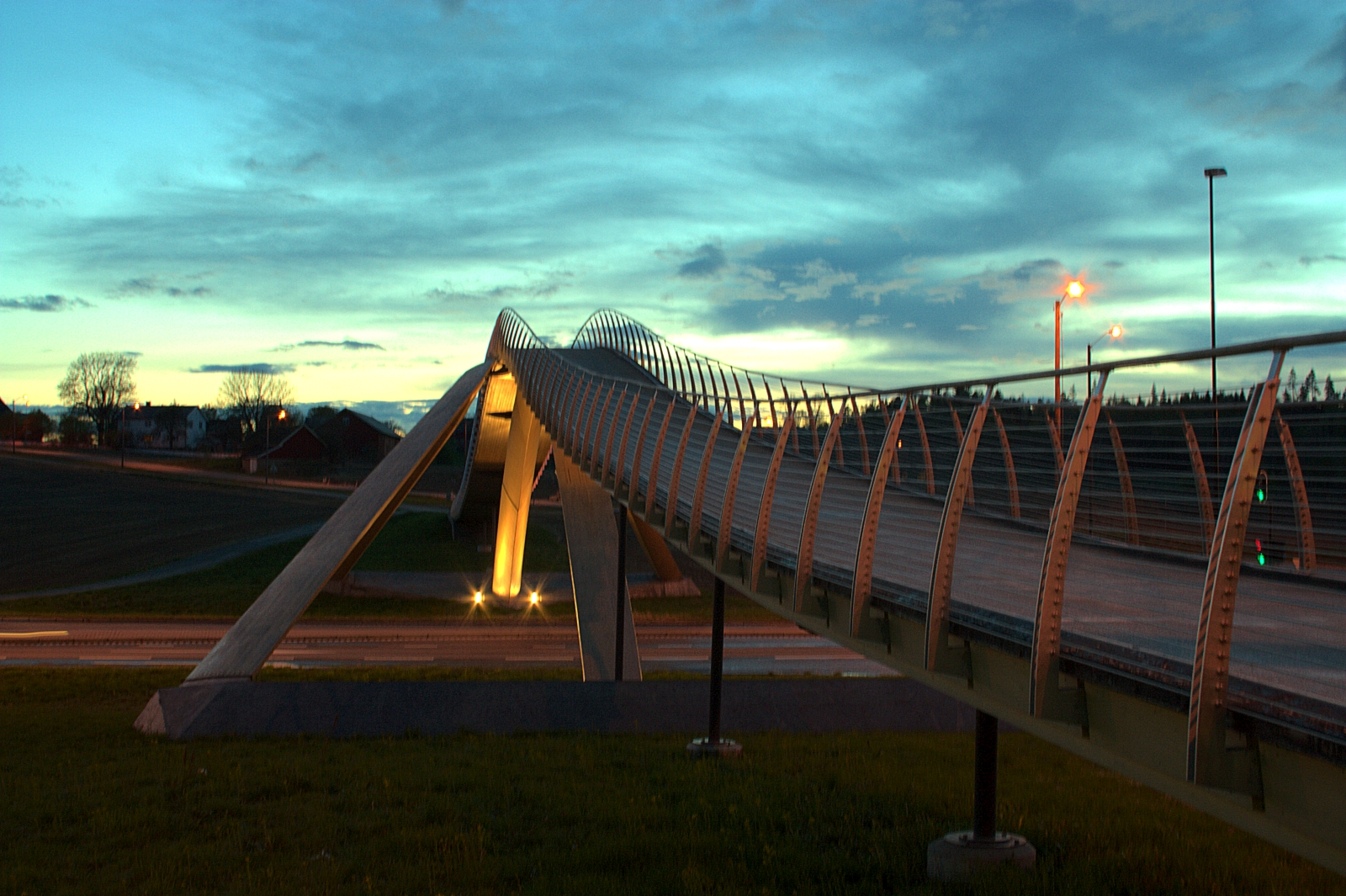
Most navržený Leonardem da Vincim v norském městě Ås

Ústí tehdejší řeky přilákalo první osadníky již v 7. století před Kristem. Konstantinopolis se následně díky němu stala bohatým a významným přístavem.
V období Byzantské říše zde byly umístěno hlavní velení námořnictva a podél toku byly postaveny hradby k ochraně Konstantinopole před mořskými útoky. K omezení vstupu nežádoucích lodí do Zlatého rohu byl od Konstantinopole ke starému Galatskému mostu natažen obrovský řetěz, o jehož nejznámějším přetrhnutí / zničení jsou tyto záznamy:
V roce 941 se loďstvo Kyjevské rusi pod velením krále Igora pokusilo opět zaútočit na Konstantinopol právě u Zlatého rohu, ale jejich lodě byly spáleny pod hradbami takzvaným „řeckým ohněm.“
V roce 1204, během 4. křížové výpravy, byly benátské lodě schopny řetěz přetrhnout svými berany.
V roce 1453 se osmanský sultán Mehmed II. snažil řetěz přetrhnout násilím, a po neúspěchu použil stejnou taktiku jako Rusové: transportoval své lodě za pomocí namazaných klád přes pevninu (Galatu).
Po dobytí Konstantinopole v roce 1453 nakázal Mehmed II. přesídlení etnických Řeků ze Zlatého rohu na Phanar (dnešní městská čtvrť Fener v městském obvodu Fatih v Istanbulu). Balat, židovská čtvrť Konstantinopole, zůstala i nadále obydlená židy, i když mnozí samovolně opustili město po dobytí osmanskými Turky. Tato čtvrť byla znovu osídlena za vlády sultána Bajezida II., který poskytl útočiště Židům vyhnaným ze Španělska v období španělské inkvizice.

## Leonardův most
Na žádost sultána Bajezida II. navrhl Leonardo da Vinci v roce 1502 visutý most přes Zlatý roh v délce 240 metrů. Jeho plán však nebyl uskutečněn. V roce 2001 se stal Leonardův most skutečností v norském městě Ås.

## Fotogalerie

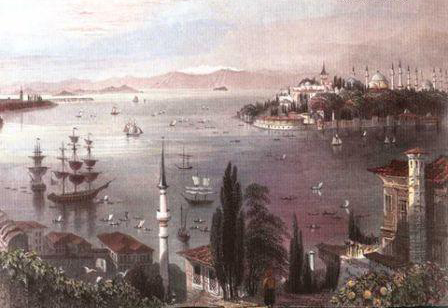
Výhled na Zlatý roh
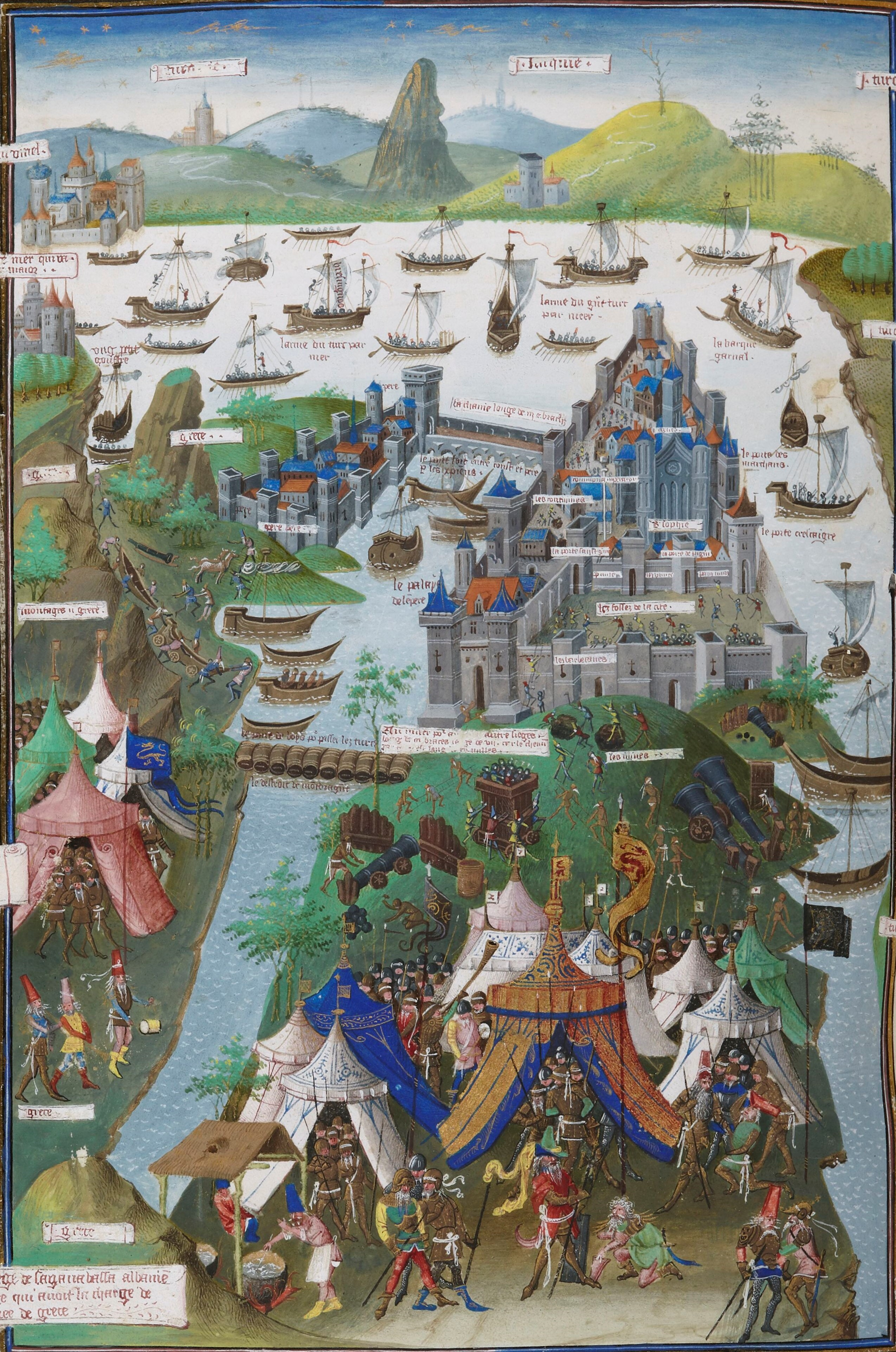
Konstantinopol a Zlatý roh v roce 1453
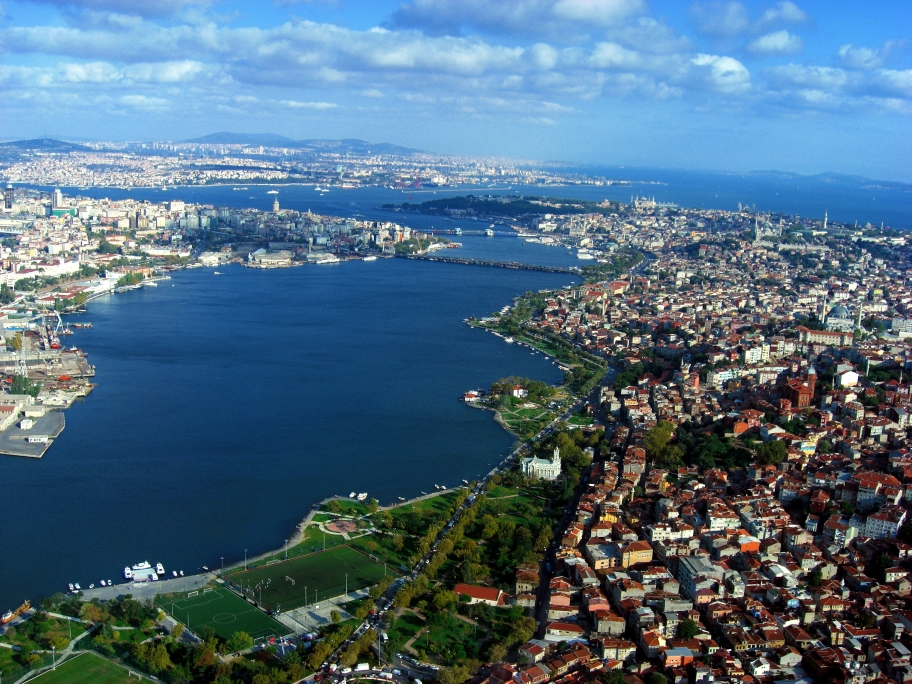
Letecký pohled na Zlatý roh
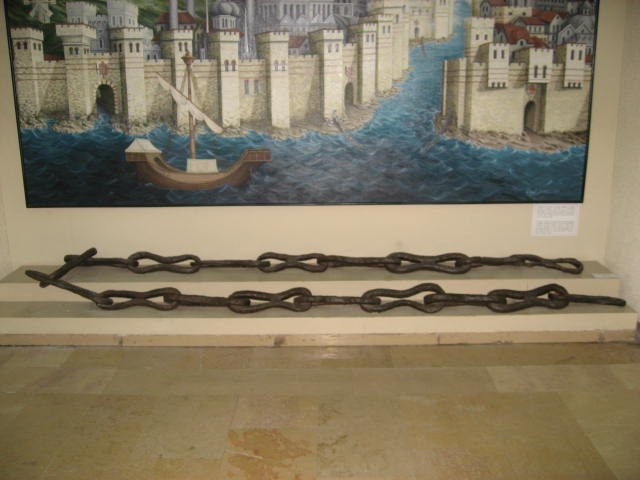
Řetěz, který byl natažen u vstupu do Zlatého rohu
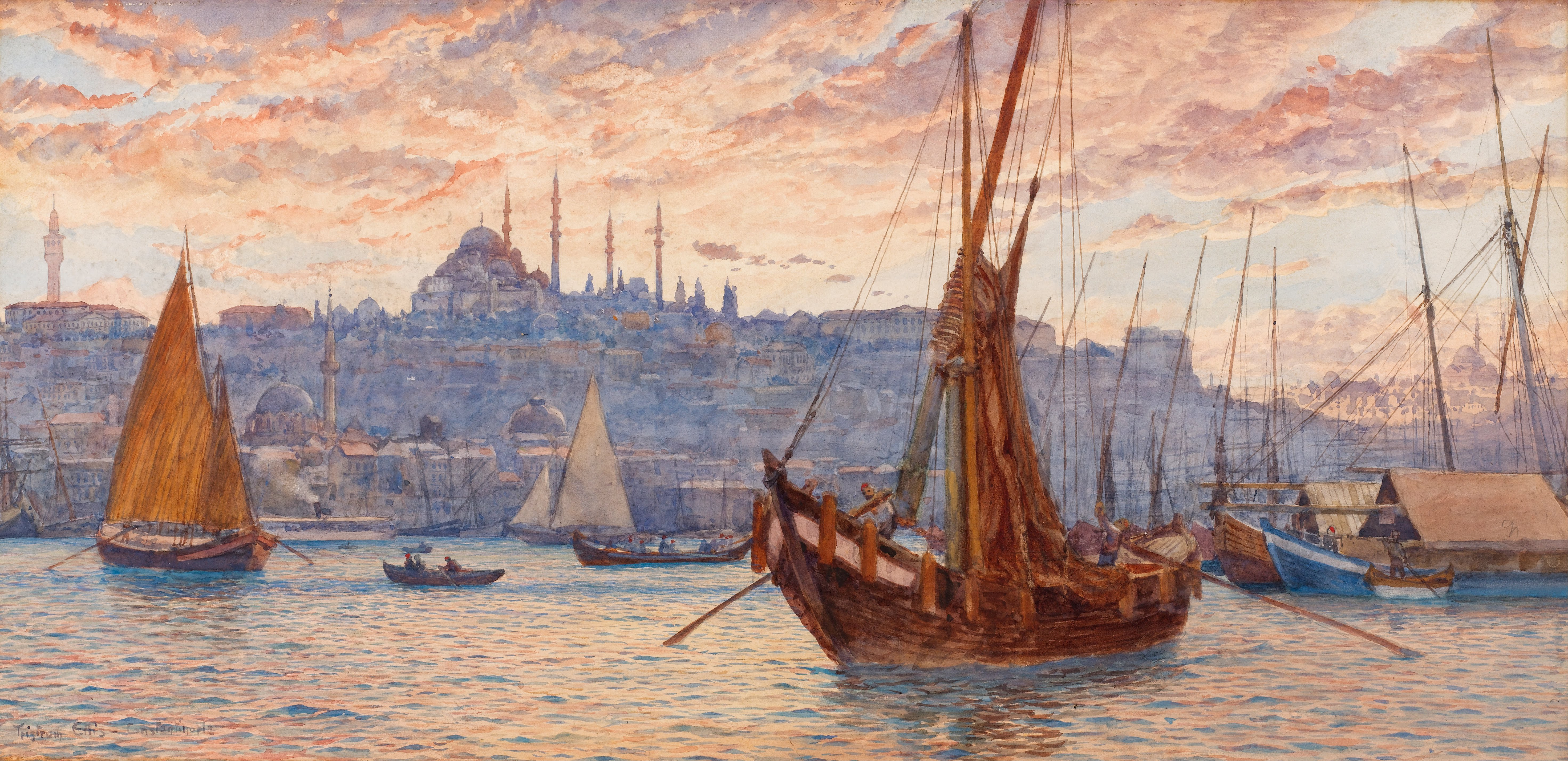
Obraz Tristram James Ellise, „Zlatý roh“
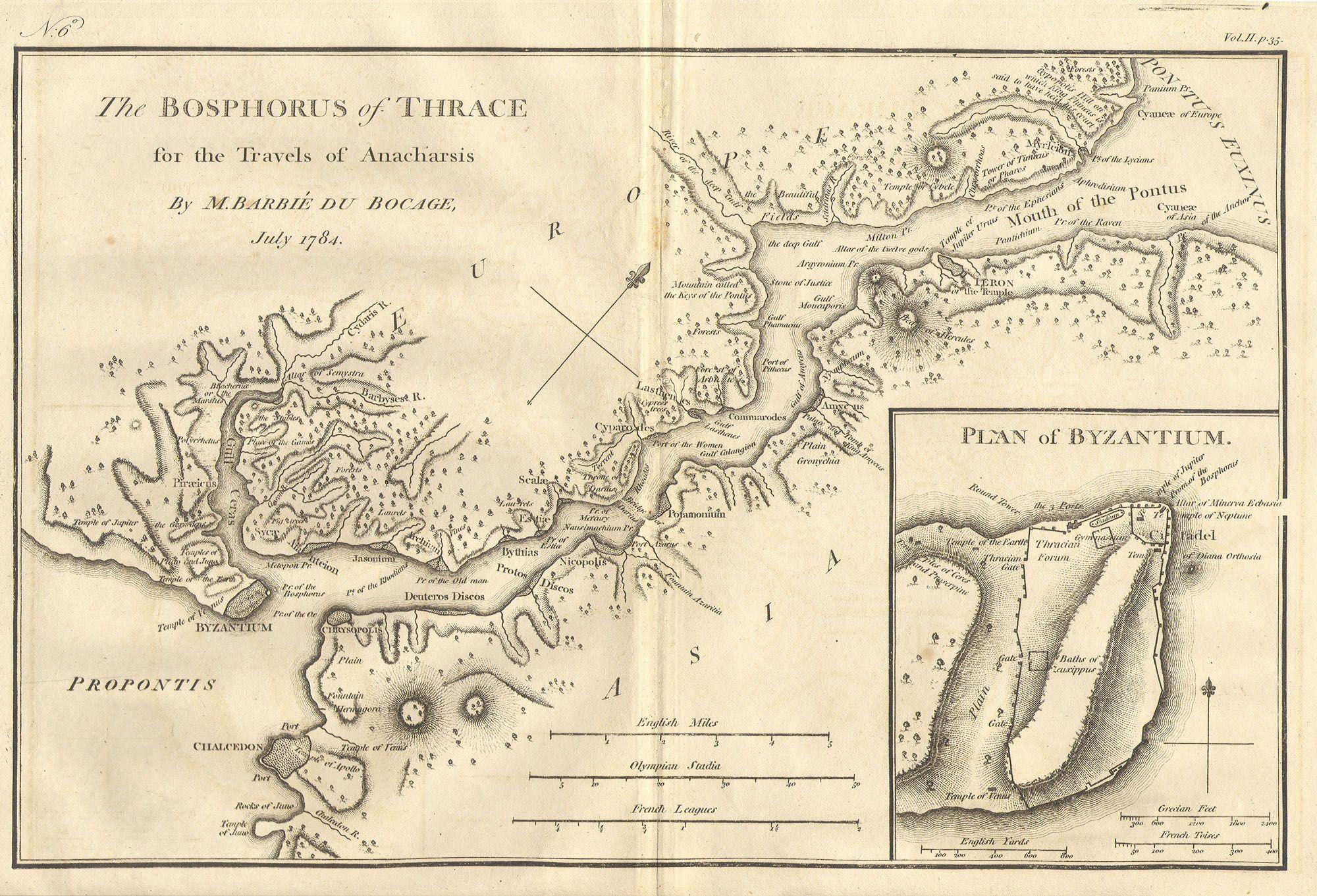
Zlatý roh na mapě M. Barbie de Bocage z roku 1784